# Zoe ci prova
Zoe ci prova (in lingua inglese: Social Animals) è un film del 2018 scritto e diretto da Theresa Bennett (al debutto come regista) ed interpretato da Noël Wells, Josh Radnor, Aya Cash, Carly Chaikin, Fortune Feimster, Samira Wiley e Adam Shapiro.

## Trama
La vita di Zoe Crandle non ha esattamente funzionato come pianificato. Sta affrontando lo sfratto, i suoi affari stanno andando sotto e lei è rassegnata a una vita di avventure di una notte. Proprio quando sembra che tutto il suo mondo si stia distruggendo, incontra Paul, un amabile perdente e la coppia ha una connessione istantanea. C'è solo un problema, Paul è sposato. Con l'aiuto della sua migliore amica, Zoe escogita un piano per salvare la sua attività e salvare la sua vita amorosa.

## Produzione
Il film originariamente si doveva intitolare F*cking People.

### Casting
Nel settembre del 2016, venne annunciato l'ingresso nel cast del film di Noël Wells, Josh Radnor, Aya Cash, Fortune Feimster e Carly Chaikin.
Il 12 ottobre dello stesso anno si unì al cast anche Samira Wiley.

### Riprese
Le riprese sono cominciate ad Austin nel settembre 2016.

## Distribuzione
Il film è uscito in una distribuzione limitata attraverso il video on demand il 1º giugno 2018 dalla Paramount Pictures.

## Accoglienza
Il film è stato accolto in maniera negativa da parte della critica. Sull'aggregatore di recensioni Rotten Tomatoes ha un punteggio del 43% con un voto medio di 5,5 su 10, basato su 7 recensioni, mentre su Metacritic ha un punteggio di 37 su 100, basato su 4 recensioni.